# Małgorzata Łucja Szewczyk

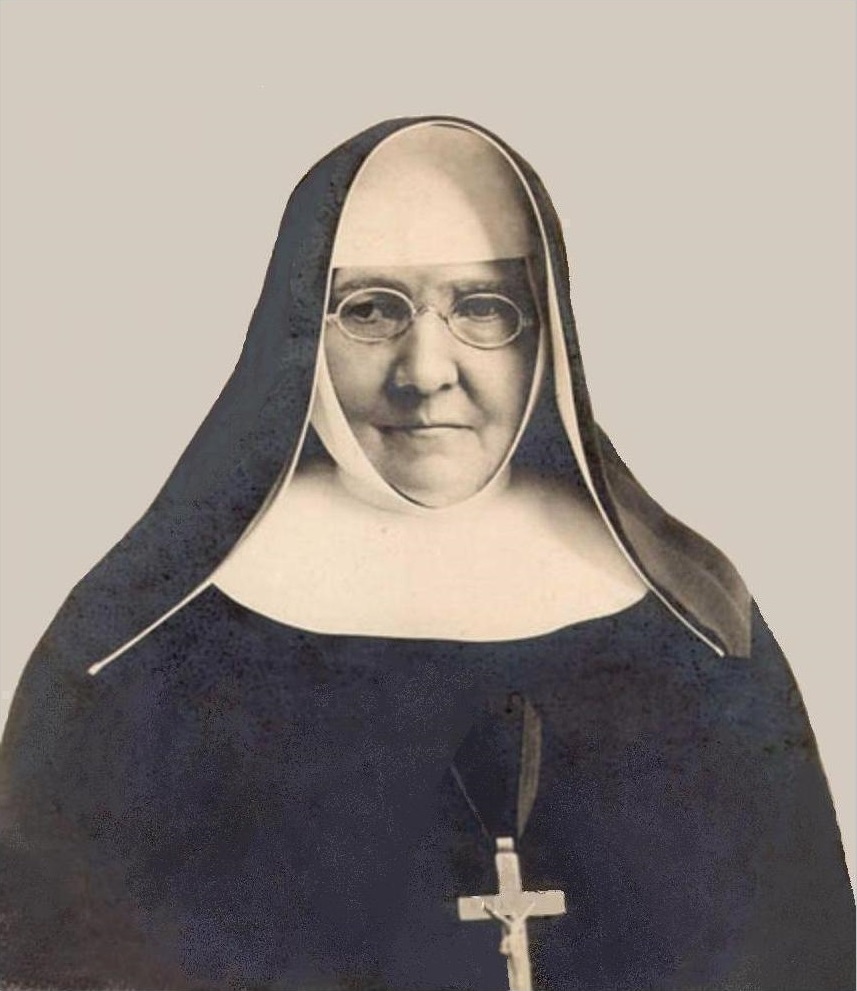
Małgorzata Łucja Szewczyk (1828–1905)

Małgorzata Łucja Szewczyk (* 1828 in Szepetówka, Russisches Kaiserreich, heute Ukraine; † 5. Juni 1905 in Nieszawa, Kongresspolen) war eine römisch-katholische Ordensfrau und Gründerin der Kongregation der Töchter der Schmerzensreichen Muttergottes. In der katholischen Kirche wird sie als Selige verehrt.

## Leben
Małgorzata Szewczyk wurde im Jahr 1828 in Szepetówka in der heutigen Ukraine geboren. Ihre Eltern waren Johann und Marianna Szewczyk. Sie hatte eine Halbschwester aus der ersten Ehe ihres Vaters, dessen Frau verstorben war. Sie verlor schon früh ihre Eltern, den Vater 1835 und die Mutter 1837, weswegen ihre Halbschwester, die bereits verheiratet war, sich um ihre Erziehung kümmerte. Von ihr lernte Małgorzata lesen, schreiben und rechnen und wurde auch von ihr im Katechismus unterwiesen. Zwischen 1837 und 1840 empfing sie die Erstkommunion und das Sakrament der Firmung.
Małgorzata erkannte ihre Berufung zum religiösen Leben und trat 1848 im Kloster Zasław in den Dritten Orden des Heiligen Franz von Assisi ein. Wegen der politischen Lage im besetzten Polen konnte sie sich keiner Schwesterngemeinschaft anschließen.
Im Jahr 1870 unternahm sie zusammen mit Julia Sowińska eine Wallfahrt ins Heilige Land um ihren Glauben und ihre Beziehung zu Gott zu stärken. Zunächst ging es von Szepetówka nach Odessa zu Fuß. Von Odessa reisten sie auf einem Schiff nach Haifa und von dort nach Jerusalem. Drei Jahre lang kümmerte sie sich dort im Franziskanerkloster um die Armen und Bedürftigen. Für eine Weile ging sie auch nach Nazareth und besuchte viele Orte in Israel und Palästina, die mit dem Leben Jesu und Mariens verbunden waren. Bewegt und ergriffen von den Erlebnissen in Israel, beschloss sie, ihr Leben den Armen, Kranken und Bedürftigen zu widmen. Während der Rückreise nach Polen besuchte sie auch Loreto in Italien. Nach der Ankunft in Polen sprach sie mit einem Beichtvater, dem Kapuzinerpater Honorat Koźmiński, der sie in ihrer Entscheidung ermutigte. Diese Begegnung fand im Herbst 1873 in Zakroczym statt und seitdem begleitete der Pater sie geistlich, während sie von 1873 bis 1878 in einem Waisenhaus lebte und arbeitete.
Der erste Schritt, den Małgorzata im Jahr 1880 unternahm, war, zwei arme und kranke ältere Frauen in ihrer Wohnung aufzunehmen. Sie kümmerte sich um die zwei Frauen im Geheimen, weil caritative und kirchliche Tätigkeiten auf Anordnung des russischen Zaren, der zu dieser Zeit über Polen herrschte, verboten waren. Kurze Zeit später schlossen sich ihr weitere Frauen an, so mietete sie bald eine weitere Wohnung in Warschau. Später wuchs die Zahl der Frauen immer weiter an, so dass sie beschloss, ein neues Haus mit einem Garten zu kaufen. Am 18. April 1881 gründete sie, auf Rat von Pater Koźmiński, eine neue religiöse Gemeinschaft, deren Ziel es war, den Armen und Notdürftigsten zu helfen. So gründete sie die Gemeinschaft der Schwestern der Armen und nahm selber den Ordensnamen Łucja an. Gleichzeitig wurde sie Oberin der neuen Gemeinschaft. Im 1891 wurde die Gemeinschaft in Kongregation der Töchter der Schmerzensreichen Muttergottes umbenannt, die sich selber auch Seraphische Schwestern nennen. Es wurden weitere Häuser gegründet, unter anderem in Tschenstochau, Hałcnów und Auschwitz, wo sich die Schwestern den Armen und Bedürftigen annahmen.
Am 27. April 1904 zwang eine Krankheit Mutter Łucja zum Rücktritt vom Amt der Generaloberin. Die letzten Monate ihres Lebens verbrachte Mutter Łucja in Nieszawa. Ihre aufopfernde Arbeit und der Dienst an ihren Nächsten hatten ihre Gesundheit aufgebraucht und gegen Ende ihres Lebens litt sie an einem Nierenleiden. Sie starb am Morgen des 5. Juni 1905 in Nieszawa. Dort wurde sie auf dem Friedhof der Pfarrei beigesetzt.
Die kirchliche Behörden genehmigten am 16. November 1931 die Überführung ihrer sterblichen Überreste zunächst auf den Friedhof in Auschwitz und 1951 in die Klosterkirche des Ordens in Auschwitz.

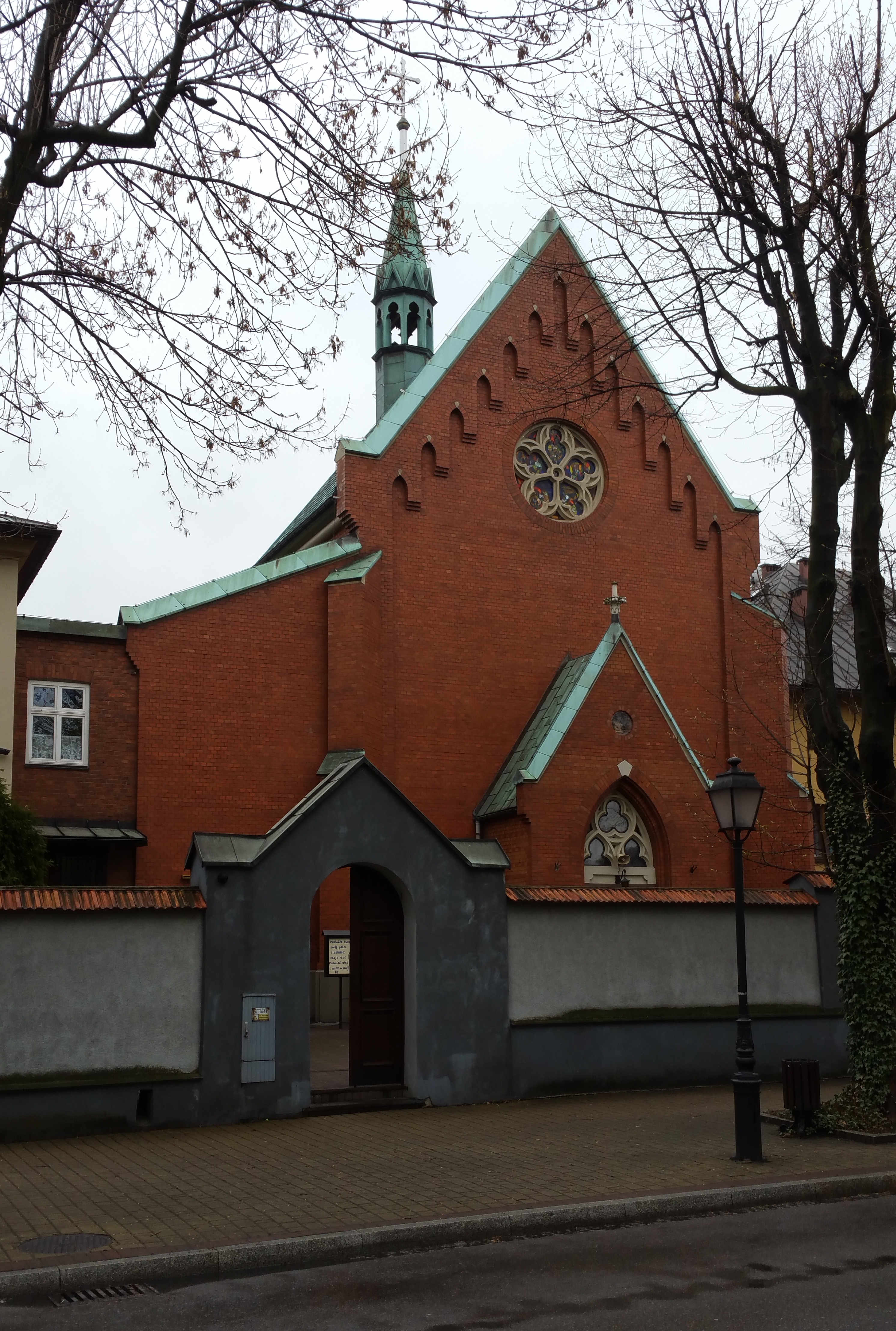
Außenansicht der Klosterkirche der Seraphischen Schwestern in Auschwitz
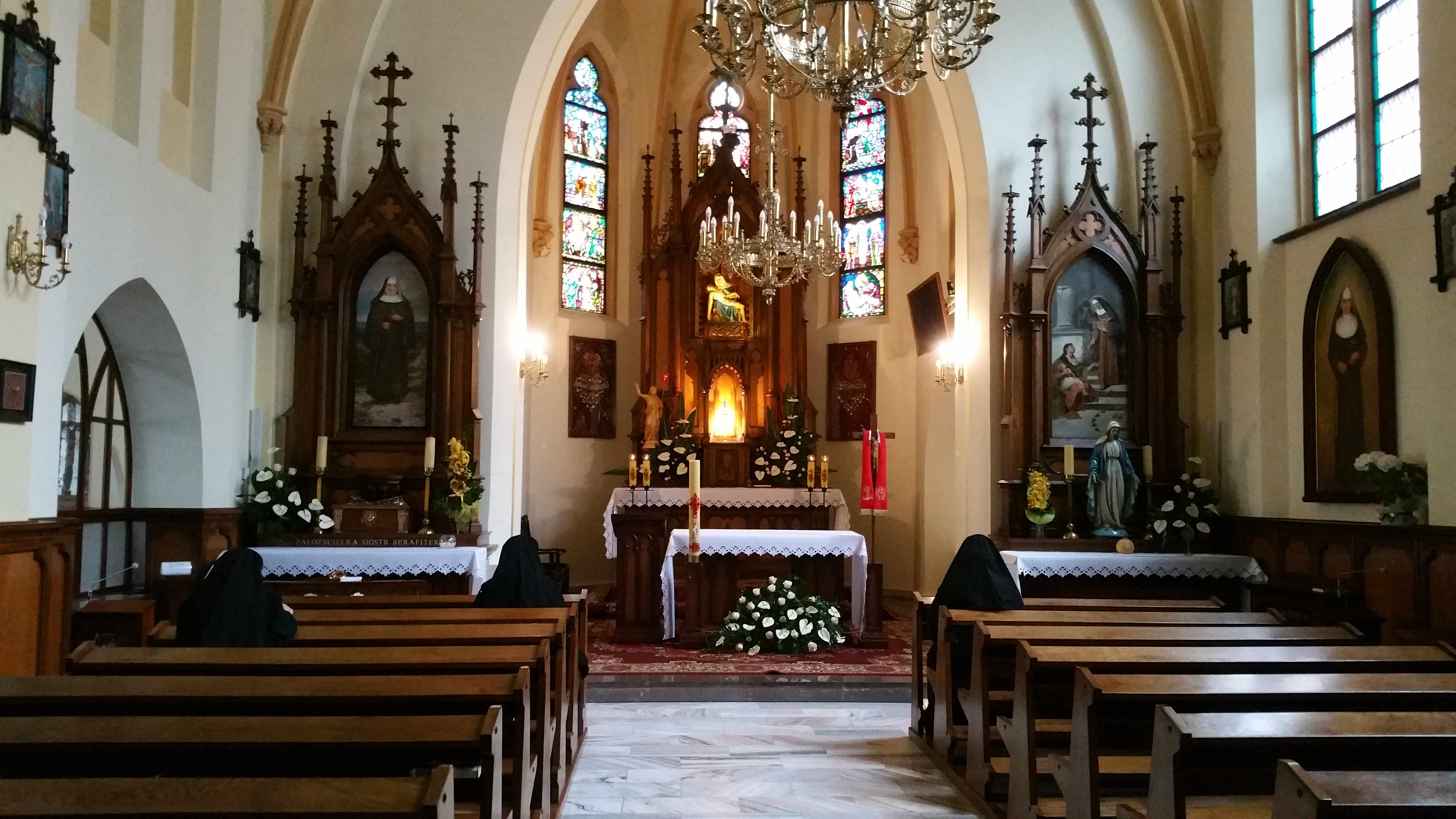
Innenansicht der Klosterkirche; auf dem linken Seitenaltar befindet sich der Schrein der Seligen

## Seligsprechung

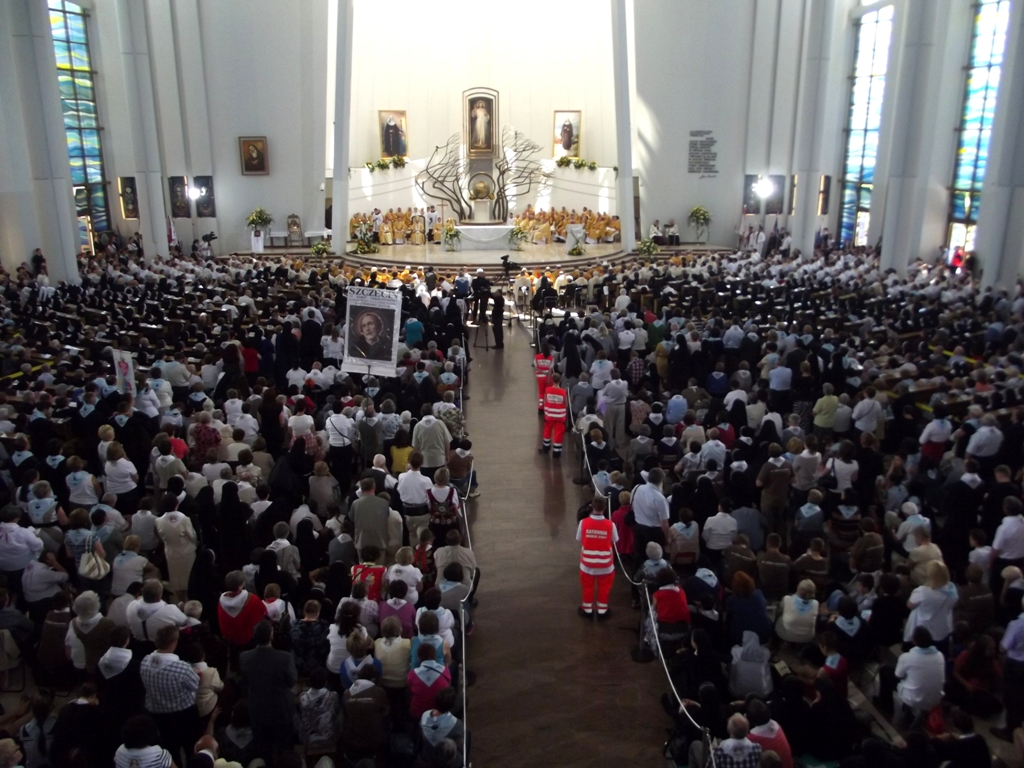
Feier der Seligsprechung im Jahr 2013 im Heiligtum der Göttlichen Barmherzigkeit, Krakau

Der Seligsprechungsprozess begann am 25. August 1993. Am 19. Dezember 2011 bekam sie von Papst Benedikt XVI. den Titel "Ehrwürdige Dienerin Gottes" verliehen. Papst Benedikt XVI. genehmigte am 20. Dezember 2012 die Seligsprechung, die dann am 9. Juni 2013 im Sanktuarium der Göttlichen Barmherzigkeit in Krakau durch Kardinal Angelo Amato stattfand.

## Gedenktag
Ihr Gedenktag in der Liturgie der Kirche ist ihr Todestag, der 5. Juni.